# Grundsegler

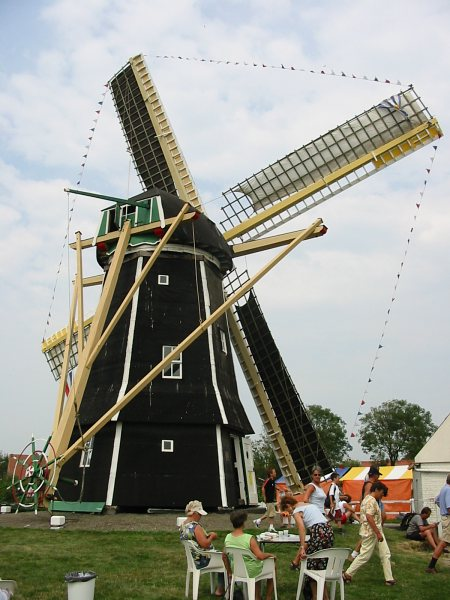
Grundsegler-Windmühle in Aagtekerke, Zeeland

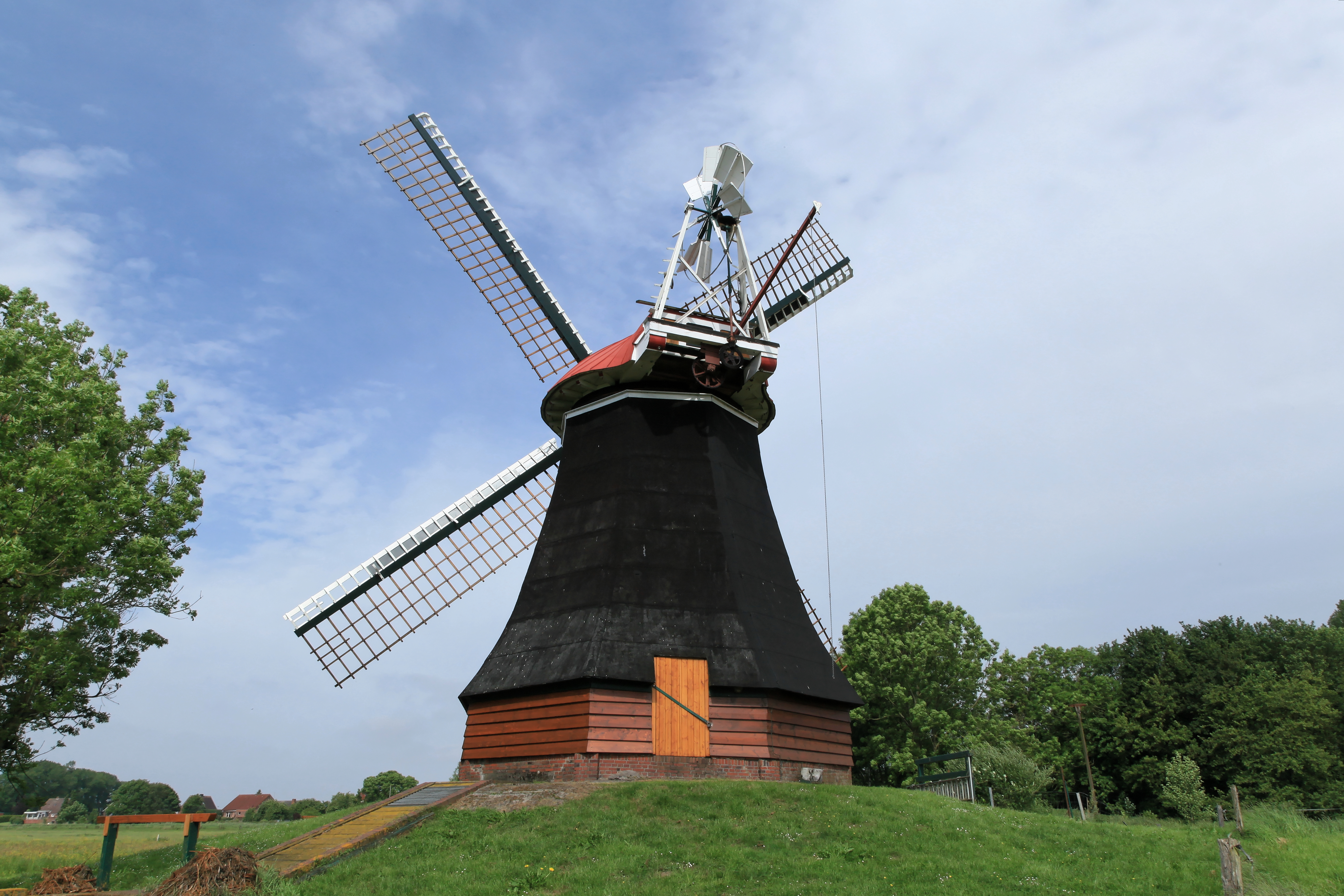
Wasserschöpfmühle „Wynhamster Kolk“

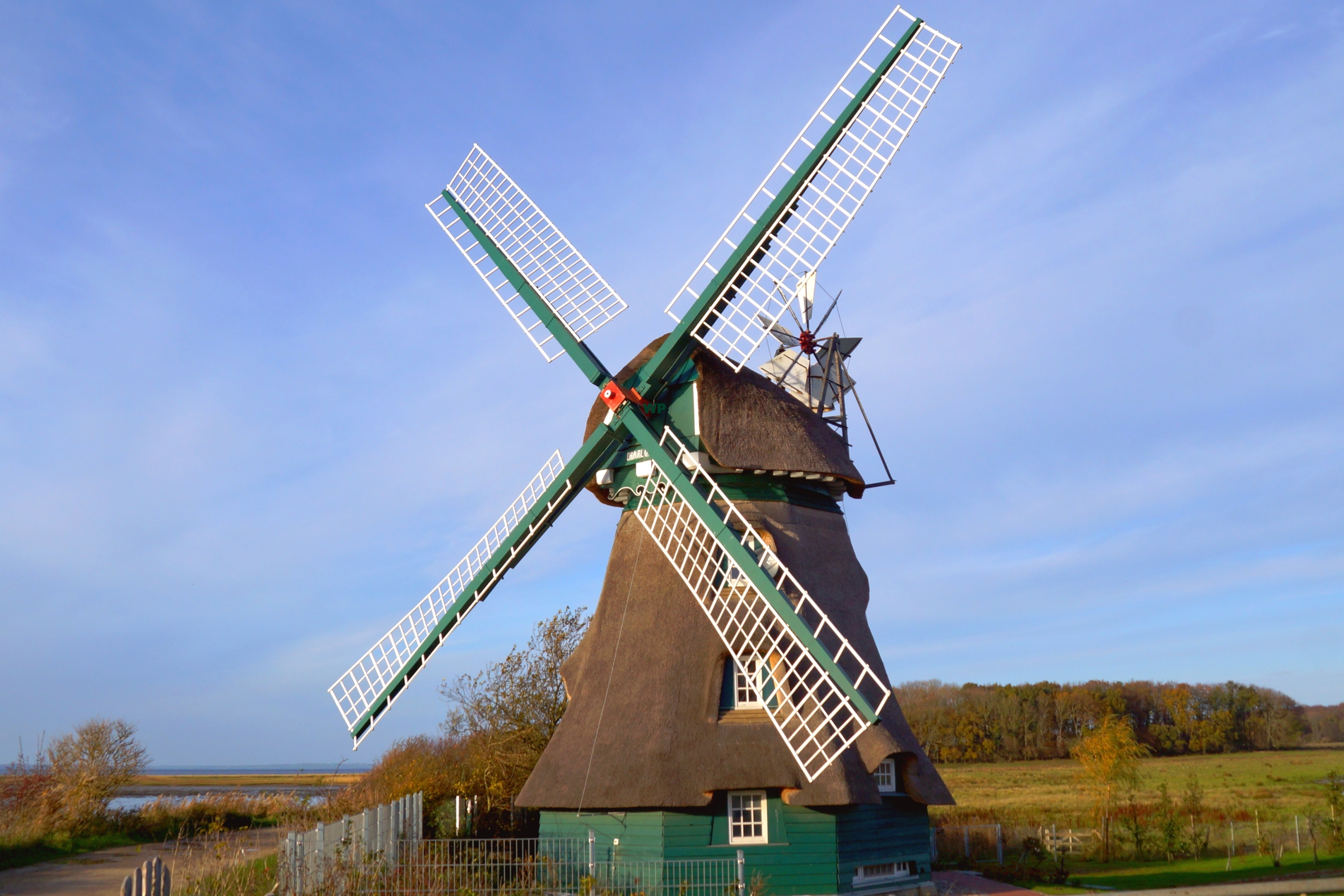
Windmühle "Charlotte" ehem. Schöpf- und Kornmühle, Nieby (Nordosten Schleswig-Holsteins)

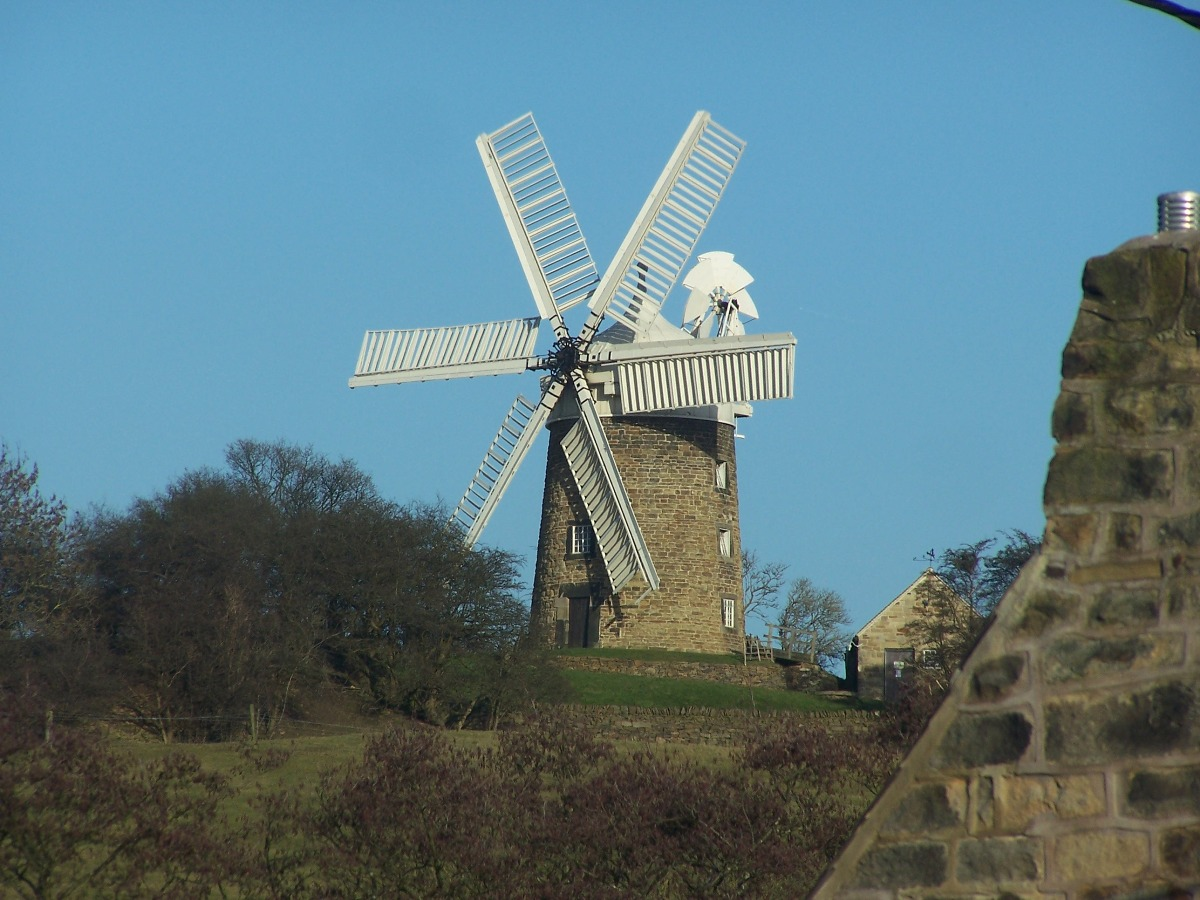
Windmühle Heage, Stein-Erdholländer mit 6 Flügeln in Derbyshire, England

Grundsegler (von niederländisch grondzeiler), in weiten Bereichen Deutschlands meist Erdholländer genannt, sind ebenerdig stehende Holländerwindmühlen. Ihre mit Segeln versehbaren Flügel reichen nahe an das Bodenniveau (bis ca. 0,60 bis 1 m) heran, was den Namen ergab (niederländisch vanaf de grond opgezeild). Die Flügel überstreichen annähernd die volle Gebäudehöhe. Auch Erdholländer auf leichten Anschüttungen werden als Grundsegler bezeichnet.

## Bauweise
Das Mühlengebäude kann aus Holz (sechs-, achtkantig) oder Stein (achtkantig, rund) gebaut sein. Die Flügelnachführung erfolgt in den Niederlanden meist mit dem Steert, in Deutschland (z. B. Wasserschöpfmühle „Wynhamster Kolk“, Rheiderland; Windmühle „Amrum“, Nebel auf Amrum) auch mit Windrose.
Erdholländer bieten die Möglichkeit, die Flügel zur Wartung vom Boden aus zu erklettern. Gleichzeitig besteht allerdings die Gefahr, dass Menschen und Gegenstände von den sich drehenden Flügeln erfasst werden, meist mit erheblichen Verletzungen oder gar Todesfolge. Zahlreiche Mühlennamen („Jungfernmühle“ in Berlin-Neukölln) verweisen auf diese Art von Unfällen.

## Verbreitung
Man findet Grundsegler vornehmlich im Norden und Westen der Niederlande in den Poldergebieten, in denen nur wenige Hindernisse vorhanden waren, die den Wind beeinträchtigten, ebenso in Ost- und seltener in Nordfriesland, in den Ebenen Mecklenburg-Vorpommerns, Niedersachsens und Nordrhein-Westfalens, vereinzelt auch in England, Frankreich und Tschechien.
Die 18 Grundsegler von Kinderdijk gehören heute zum Weltkulturerbe.